# Arsenur de gal·li manganès
Arsenur de gal·li manganès, fórmula química (Ga,Mn)As és un semiconductor magnètic. Es basa en el segon semiconductor més utilitzat del món, l'arsenur de gal·li, (fórmula química GaAs), i és fàcilment compatible amb les tecnologies de semiconductors existents. A diferència d'altres semiconductors magnètics diluïts, com la majoria dels basats en semiconductors II-VI, no és paramagnètic sinó ferromagnètic i, per tant, presenta un comportament de magnetització histerètica. Aquest efecte de memòria és important per a la creació de dispositius persistents. A (Ga,Mn)As, els àtoms de manganès proporcionen un moment magnètic, i cadascun també actua com a acceptor, convertint-lo en un material de tipus p. La presència de portadors permet utilitzar el material per a corrents polaritzats en espín. En canvi, molts altres semiconductors magnètics ferromagnètics són fortament aïllants i, per tant, no posseeixen portadors lliures. (Ga,Mn)As és, per tant, candidat com a material espintrònic.
Igual que altres semiconductors magnètics, (Ga,Mn)As es forma dopant un semiconductor estàndard amb elements magnètics. Això es fa mitjançant la tècnica de creixement epitaxi de feix molecular, per la qual es poden cultivar estructures cristal·lines amb precisió de la capa d'àtoms. En (Ga,Mn)As el manganès es substitueix en llocs de gal·li al cristall de GaAs i proporciona un moment magnètic. Com que el manganès té una baixa solubilitat en GaAs, incorporar una concentració prou alta per aconseguir el ferromagnetisme resulta un repte. En el creixement estàndard d'epitaxi de feix molecular, per garantir que s'obté una bona qualitat estructural, la temperatura a la qual s'escalfa el substrat, coneguda com a temperatura de creixement, és normalment alta, normalment ~ 600 °C. Tanmateix, si s'utilitza un gran flux de manganès en aquestes condicions, en comptes d'incorporar-se, es produeix la segregació on el manganès s'acumula a la superfície i forma complexos amb àtoms d'arsènic elementals. Aquest problema es va superar mitjançant la tècnica de l'epitaxia de feix molecular de baixa temperatura. Es va trobar, primer en (In,Mn)As i després utilitzat per a (Ga,Mn)As, que utilitzant tècniques de creixement de cristalls no equilibrats es podrien incorporar amb èxit concentracions de dopants més grans. A temperatures més baixes, al voltant dels 250 °C, no hi ha prou energia tèrmica perquè es produeixi la segregació de la superfície, però encara és suficient perquè es formi un aliatge monocristal de bona qualitat.
Un resultat clau en la tecnologia dels semiconductors magnètics és el ferromagnetisme gateable, on s'utilitza un camp elèctric per controlar les propietats ferromagnètiques. Això va ser aconseguit per Ohno et al. utilitzant un transistor d'efecte de camp de porta aïllant amb (In,Mn)As com a canal magnètic. Les propietats magnètiques es van inferir a partir de les mesures de Hall dependents de la magnetització del canal. Utilitzant l'acció de la porta per esgotar o acumular forats al canal, va ser possible canviar la característica de la resposta de Hall perquè fos la d'un paraimant o d'un ferroimant. Quan la temperatura de la mostra era propera al seu TC, era possible activar o desactivar el ferromagnetisme aplicant una tensió de porta que podria canviar la TC en ± 1° K.